# Otto Roth
Otto Roth (n. 6 decembrie 1884, Mâtnicu Mare, România – d. 22 aprilie 1956, Timișoara, România) a fost un om politic bănățean.
Membru în conducerea Partidului Social-Democrat din Ungaria, în 31 octombrie 1918, în condițiile destrămării Austro-Ungariei a proclamat la Timișoara Republica Bănățeană, al cărei conducător pretindea să fie. Încercarea sa n-a avut izbândă, după 2 săptămâni trupele sârbe ocupând Timișoara și punând capăt republicii.
Guvernul condus de Otto Roth n-a izbutit niciodată să preia realmente controlul pe întreg teritoriul Banatului.
După unirea celei mai mari părți a Banatului cu România, Otto Roth a profesat ca avocat în Timișoara.